# Regió Franco-Cantàbrica

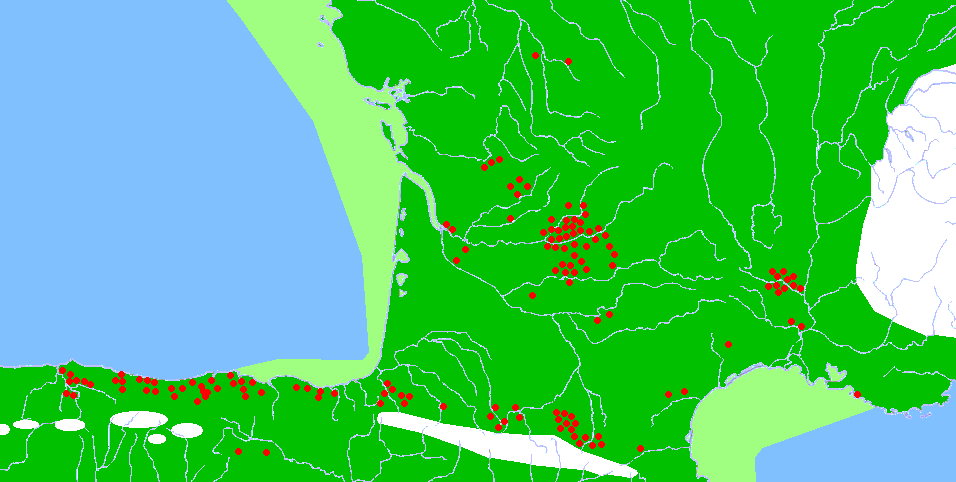
Mapa de la regió Franco-Cantàbrica que mostre les coves amb pintures murals

La Regio Franco-Cantàbrica és una zona que va des d'Astúries a la Provença. Aquesta regionalització s'aplica en els camps de l'arqueologia i història. Inclou la meitat sud de França i la banda del nord de la península Ibèrica que mira cap al Golf de Biscaia. També el nord de Catalunya s'hi inclou de vegades. Aquesta regió és intensament homogènia en el registre prehistòric i probablement era la regió d'Europa més densament poblada en el Paleolític tardà.

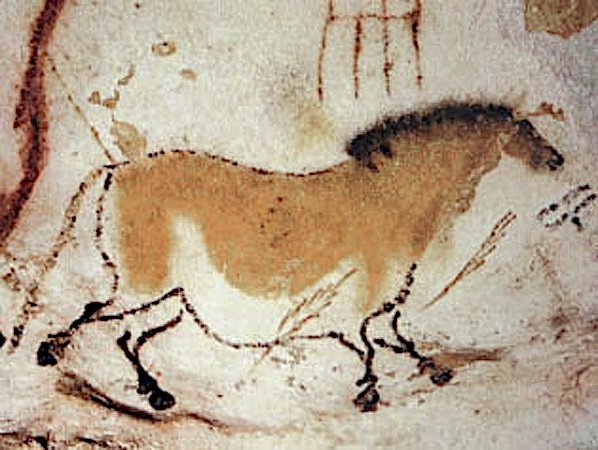
Dibuix a la cova de Lascaux dins la regió franco-cantàbrica

Successivament foren ocupades per les cultures del Châtelperronià, Aurinyacià, Gravetià, Solutrià, Magdalenià, Azilià i post Azilià geomètric. La seva expressió cultural més coneguda són les coves amb pintures murals.
Aquesta regió va ser un dels principals refugi per a les poblacions humanes del Paleolític durant el darrer màxim glacial.
Segons Jean-Pierre Bocquet-Appel hi ha base per a considerar que Aquitània i la zona de refugi franco-cantàbric podrien haver estat la principal font per la recolonització europea.
Els principals jaciments arqueològics d'aquesta zona són:
- Altamira, Cantàbria, amb pintures importants
- Aurignac, França
- Cova de Lascaux, França
- La Madeleine, França
- Santimamiñe, País Basc
- Grotte Chauvet, França